# Iñupiat

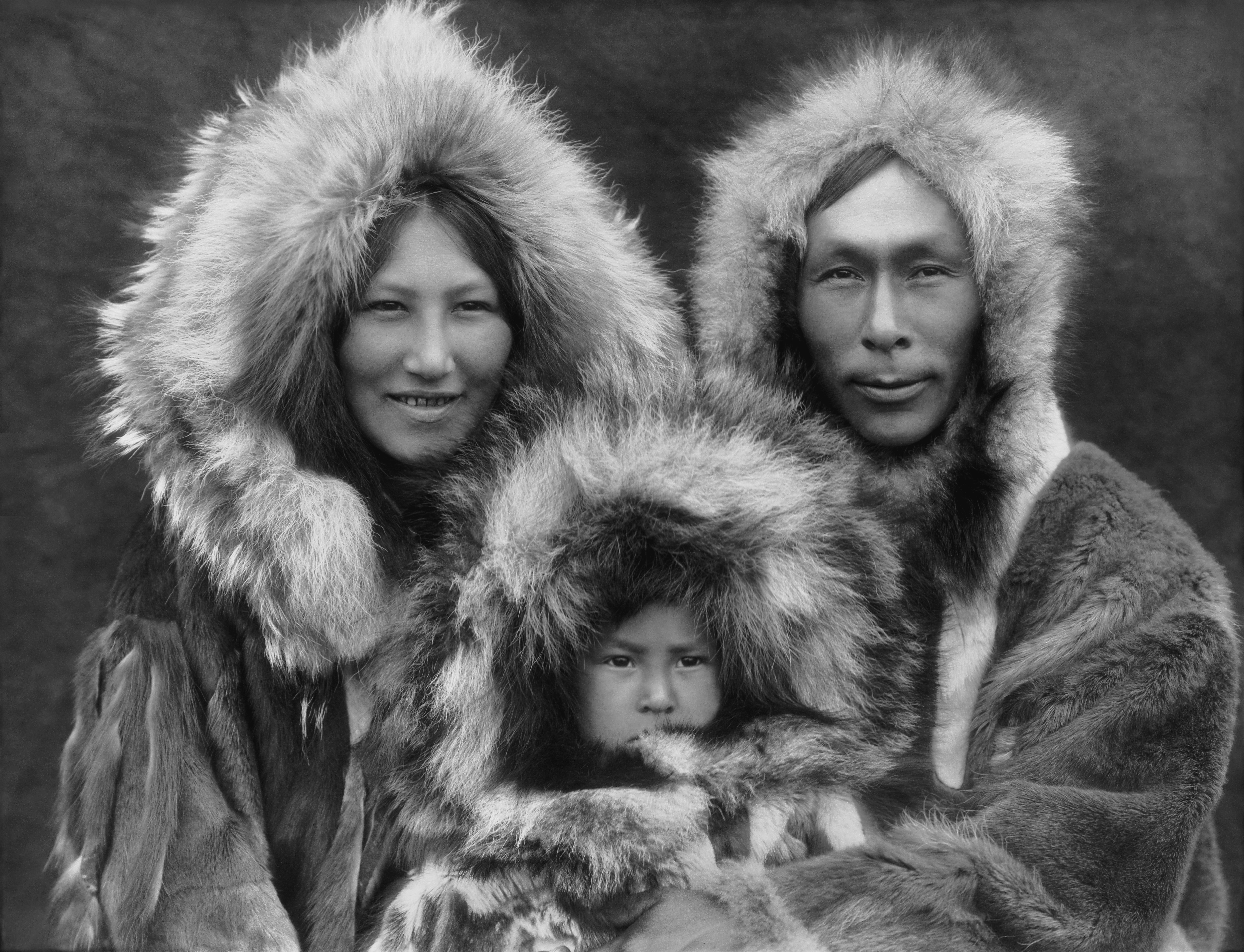
Iñupiat-Familie, porträtiert von Edward Curtis, 1927

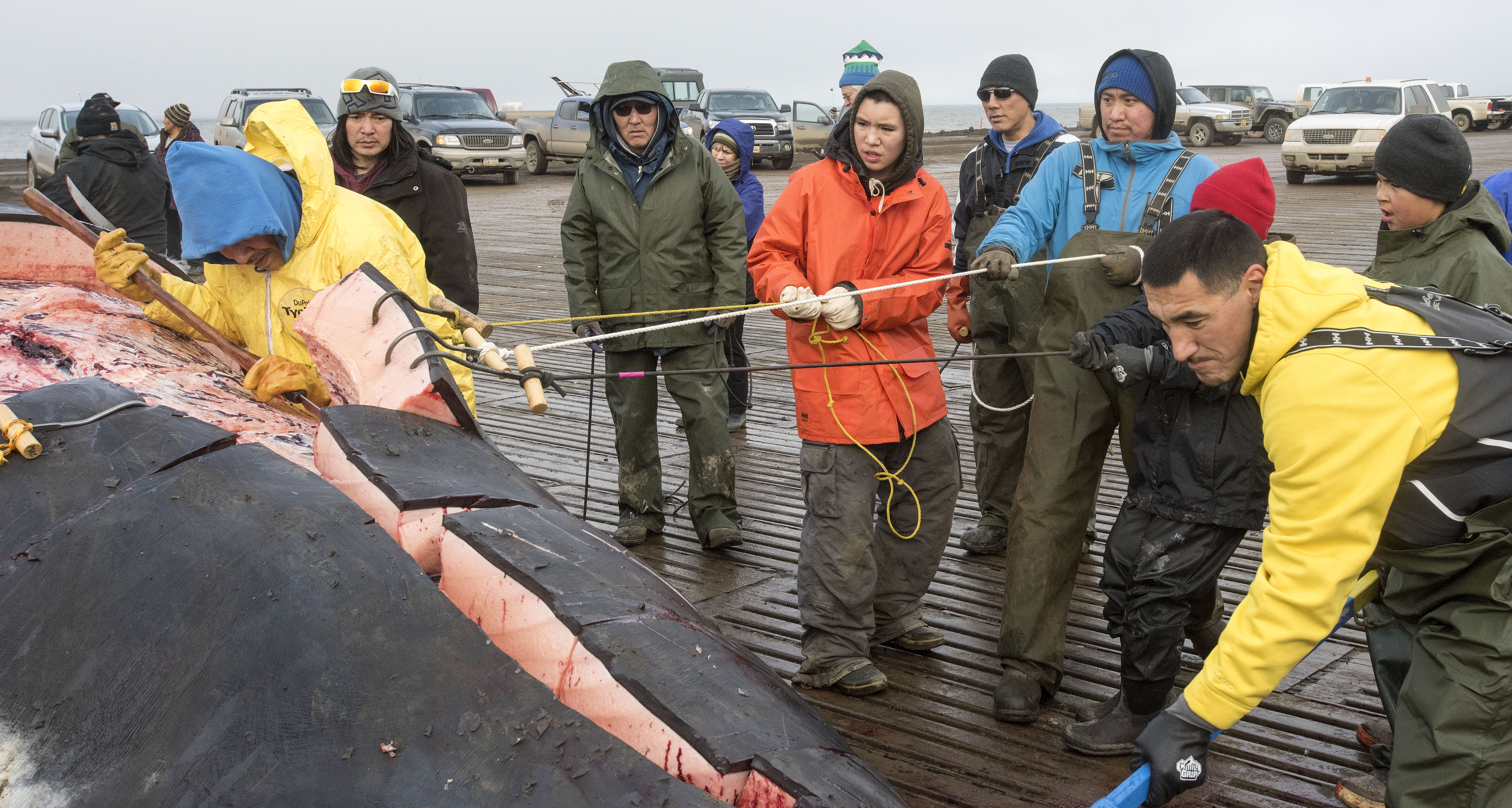
Iñupiat-Jäger zerlegen einen Grönlandwal, 2017

Die Iñupiat sind Ureinwohner Alaskas, die im äußersten Nordwesten des nordamerikanischen Kontinents in den Northwest Arctic und North Slope Boroughs und in der Beringstraßenregion leben. Ihr traditionelles Wohngebiet Iñupiat Nunaŋat (deutsch Iñupiat-Länder) reicht nach Süden bis Unalakleet, nördlich bis Utqiaġvik, westlich bis zur Insel Little Diomede Island und östlich bis Kaktovik (Qaaktuġvik) an der Beaufortsee. Heute sind Nachfahren auch in zwei Siedlungen in den Nordwest-Territorien in Kanada ansässig. 

## Traditionelle Lebensweise

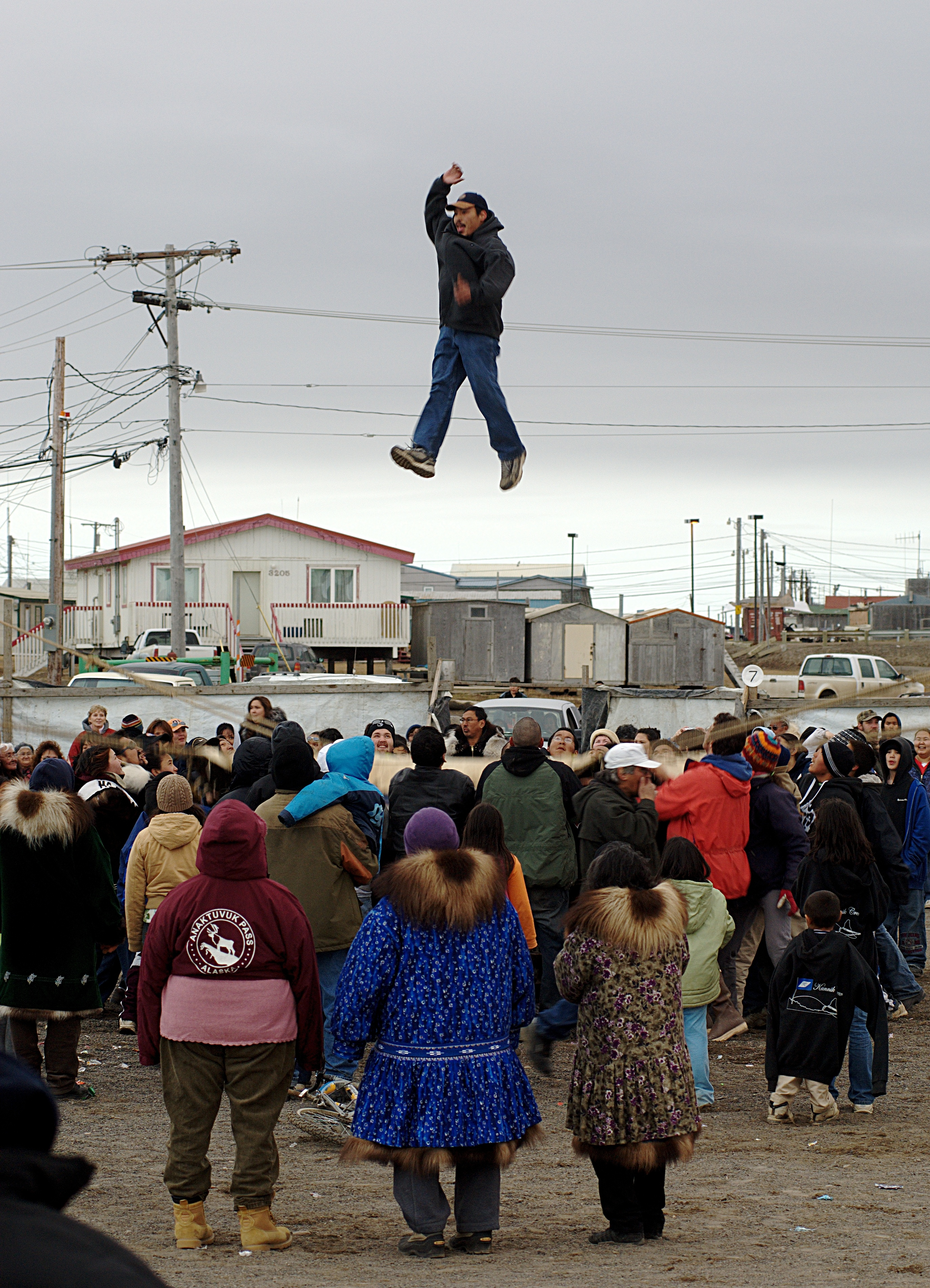
Eine beliebte Gesellschaftsaktivität aller Eskimovölker: „Blanket toss“, Hochwerfen mit einem gespannten Tuch oder Fell

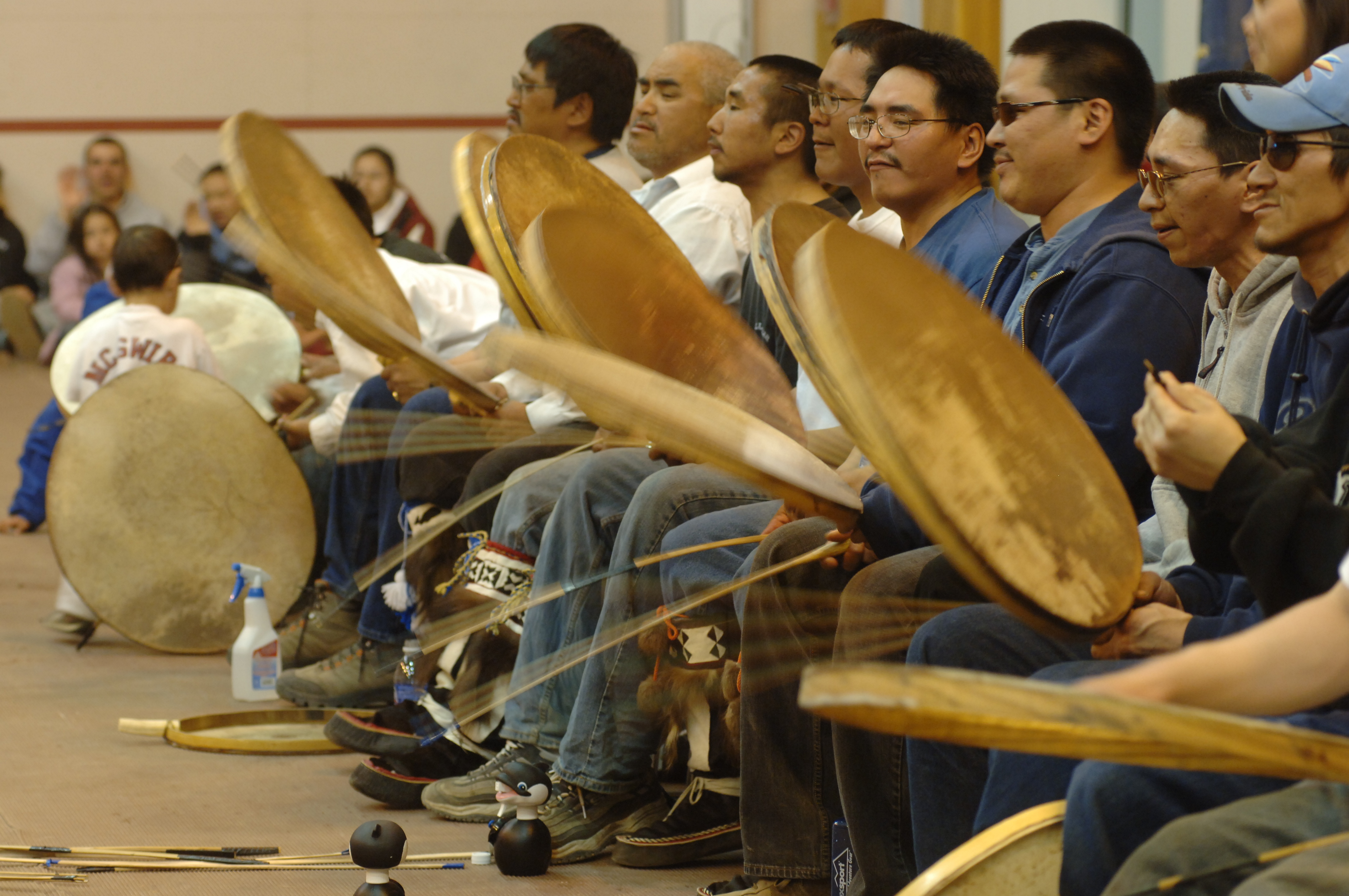
Trommler bei einem Tanzfest

Die Iñupiat lebten als halbnomadische Fischer, Jäger und Sammler traditionell in kleinen, nicht hierarchisch organisierten (akephalen) Gruppen, die sechs bis zwölf Familien umfassten. Die Gruppen benannten sich nach der Region, in der sie lebten und unterschieden sich durch ihren Dialekt. Subsistenzjagd und -sammeln sind immer noch wichtige Aspekte des Iñupiat-Lebens, da die Geldwirtschaft in den Iñupiat-Dörfern für die Menschen von geringem Wert ist. Die Iñupiat unterteilten sich selbst grob in die Küsten-Iñupiat am Nordpolarmeer und der Beringsee sowie die Inland-Iñupiat des Landesinneren, beide Gruppen sind stark vom Fischfang abhängig. Enten, Gänse, Kaninchen, Beeren, Wurzeln und Triebe sind auch Grundnahrungsmittel während der Jahreszeiten, in denen sie verfügbar sind. Die Inland-Iñupiat jagen auch Karibus, Dallschafe, Bergschafe, Braunbären, Grizzlybären und Elche, während die Küsten-Iñupiat von der Jagd auf Meeressäuger – insbesondere Walrosse, Robben, Belugawale und Grönlandwale – leben. Auch Eisbären werden gejagt. In ökologisch weniger günstigen Bezirken können lokale Familien etwa ein Dutzend Mitglieder umfassen, während in hochproduktiven Gebieten die lokale Familiengröße bis zu 50 oder mehr erreichen könnte. Große Bevölkerungszentren wie Tikiġaq (Point Hope) und Nuvuk (Point Barrow), die sich entlang der Migrationsrouten von Meeressäugetieren befinden, enthielten mehrere große lokale Familien, die an verschiedenen Orten oder in verschiedenen Vierteln siedelten. Die Küsten-Iñupiat bezeichnen sich selbst als Taġiuġmiut („Volk des Meeres“ auch: Siḷaliñiġmiut) und bewohnen als Utqiaġvigmiut mit Utqiaġvik die nördlichste Siedlung der USA. Die Inland-Iñupiat bezeichnen sich hingegen als Nunataaġmiut. Die zur Zeit des Erstkontakts mit Europäern größten regionalen Gruppen gehörten daher meist den Küsten-Iñupiat an: die Bering-Strait-Iñupiat (1.820 Personen), die Kotzebue-Sound-Iñupiat (3.675 Personen) und die Nordalaska-Iñupiat (1.850 Personen); zu den Inland-Iñupiat zählten hingegen die Nord-Inland-Iñupiat (1.050 Personen).
Der Tanz war und ist eine der wichtigsten Traditionen aller Eskimovölker. Die Menschen tanzten nach einer erfolgreichen Jagdsaison – um Dankbarkeit auszudrücken – und die Feierlichkeiten nach einer erfolgreichen Grönlandwaljagd dauerten tagelang. Andere Tänze werden auf Messen abgehalten, wo sich Menschen versammeln, um Waren zu handeln. Dabei werden neue Tänze kreiert und ausgetauscht. Dies förderte früher gute Beziehungen zwischen den Dörfern. Tänze erzählen Geschichten von Jagden und anderen Erfahrungen. Einige sind humorvoll und einige ernst. Der wichtigste Grund für das Tanzen ist jedoch, die Iñupiaq-Kultur zu erhalten.

## Sprache
Inupiaq, ihre ursprüngliche Sprache, ist ein Inuit-Dialekt aus der Unterfamilie der Eskimosprachen.
Alaska ist die Heimat von etwa 13.500 Iñupiat, von denen etwa 3.000, meist über 40 Jahre, die Inupiaq-Sprache sprechen, weitere Inupiaq-Sprecher sind in Siedlungen in den Nordwest-Territorien in Kanada zu finden. Die Sprache wird allgemein in zwei regionale Hauptdialekte unterteilt, die wiederum weitere Dialekte umfassten, insgesamt bildet die Sprache jedoch ein Dialektkontinuum. Inupiaq ist neben weiteren indigenen Sprachen heute offiziell als eine Amtssprache von Alaska anerkannt. Sie ist auch als Inupiatun, Inupiaq, Inyupiaq, Inyupiat, Inyupeat, Inyupik oder Inupik bekannt.
- North-Alaska-Coast-Iñupiat (gesprochen von den Nordalaska-Iñupiat und Nord-Inland-Iñupiat der North-Slope-Region in Nordalaska und im Nordwest-Territorium im äußersten Nordwesten Kanadas)
  - Malmiutun-Iñupiat
    - Kotzebue-Sound-Iñupiat (Eigenbezeichnungen: Pittaġmiut, Kaŋiġmiut, Qikiqtaġruŋmiut)
    - Kobuk-River-Iñupiat (Eigenbezeichnungen: Kuuŋmiut, Kiitaaŋmiut [Kiitaaġmiut], Siilim Kaŋianiġmiut, Nuurviŋmiut, Kuuvaum Kaŋiaġmiut, Akuniġmiut, Nuataaġmiut, Napaaqtuġmiut, Kivalliñiġmiut)

  - North-Slope-Iñupiat (Eigenbez.: Nunataaġmiut – „Volk des Landes“, meist im Englischen Nunamiut/Nunatamiut genannt)
    - North-Slope-Iñupiat bzw. Siḷaliñiġmiutun-Iñupiat (Eigenbezeichnungen: Utuqqaġmiut, Siliñaġmiut [Kukparuŋmiut und Kuuŋmiut], Kakligmiut [Sitarumiut, Utqiaġvigmiut und Nuvugmiut], Kuulugruaġmiut, Ikpikpagmiut, Kuukpigmiut [Kañianermiut, Killinermiut und Kagmalirmiut])
    - Point-Hope-Iñupiat (Eigenbezeichnung: Tikiġaġmiut)
    - Point-Barrow-Iñupiat (Eigenbezeichnung: Nuvuŋmiut)
    - Anaktuvuk-Pass-Iñupiat (Eigenbezeichnung: Nunataaġmiut)
    - Uummarmiutun (Uummaġmiutun)-Iñupiat bzw. kanadisches Iñupiat (ursprünglich eine Gruppe der „Nunataaġmiut/Anaktuvuk-Pass-Iñupiat“, zogen nach Inuvik und Aklavik im Nordwest-Territorium und schlossen sich den Inuvialiut an, Eigenbezeichnung: Uummaġmiut)
- Seward-Peninsula-Iñupiat (gesprochen von den Küsten-Iñupiat im Küstengebiet von Nordwest-Alaska)
  - Bering-Strait-Iñupiat (gesprochen von den „Bering-Strait-Iñupiat“, Eigenbezeichnungen: Iŋalikmiut, Kiŋikmiut, Tapqaġmiut und Ugiuvaŋmiut)
  - Qawiaraq-Iñupiat (Eigenbezeichnung: Qawiaraġmiut, Siñiġaġmiut und Iġałuiŋmiut, auch: Siḷaliñiġmiut)

## Religion
Wie alle Eskimos glaubten die Iñupiat als Animisten ursprünglich an eine beseelte Tierwelt, bei der etwa die Misshandlung eines Tieres nachteilige Konsequenzen für den Jäger hatte. Es gab spirituelle Zeremonien, bei denen ein Schamane durch seine Tänze und Lieder mit der Geisterwelt kommunizieren konnte. Schamanen konnten die Kranken heilen, die Tiergeister rufen, um eine gute Jagdsaison zu verlangen, und magische Tricks ausführen, um ihre Kräfte zu demonstrieren (→ Religionen der Eskimovölker).
1890 begann die christliche Missionierung an den Küsten Alaskas und bereits 1910 ersetzte das Christentum unter den Inupiat und darüber hinaus bei den Eskimos bis zum Mackenziedelta die alte ethnische Religion, obwohl es nur sehr wenige Übereinstimmungen zwischen den beiden Glaubenssystemen gab und trotz der Widerstände einiger Schamanen. Zuerst handelte es sich allerdings um eine christlich-synkretistische Religionsform, die noch viele traditionelle Elemente enthielt. Später ist eher von einer Indigenisierung zu sprechen, bei dem die fremde Religion immer mehr zu etwas „Eigenem“ wurde. Heute zeugen nur noch folkloristisch gewandelte Bräuche, überlieferte Mythen und wenige Rituale vom alten Glauben.

## Kulturwandel und Kunuuksaayuka als PC-Spiel

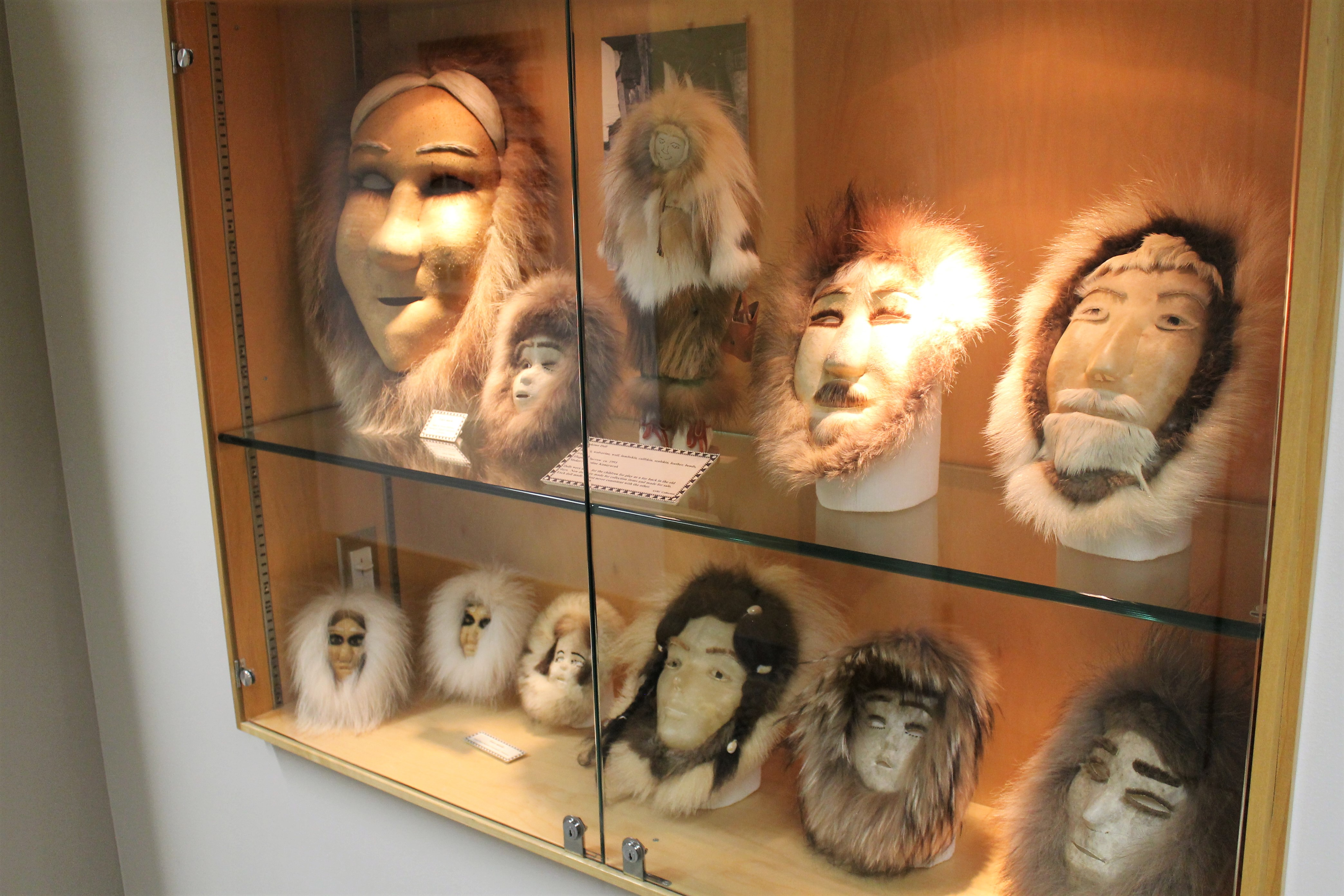
Masken im Iñupiat Heritage Center, Utqiagvik

Obwohl die traditionelle und subsistenzorientierte Lebensweise der Iñupiat auch heute noch eine wichtige Rolle spielt und staatlich gefördert wird, findet auch in den abgelegensten Regionen Alaskas ein Kulturwandel durch den Kontakt mit der modernen Welt statt. Da die jahrhundertealte, mündlich überlieferte Mythologie und die eigene Sprache auszusterben drohen, hat das erste indigene Computerspielunternehmen „Upper One Games“ ein Jump-’n’-Run-Videospiel namens Never Alone (Kisima Inŋitchuŋa) entwickelt. Das Spiel basiert auf der traditionellen Überlieferung Kunuuksaayuka, in der sich ein Iñupiat-Mädchen auf die Suche nach den Ursachen für einen apokalyptischen Blizzard begibt, der das Überleben ihres Volkes bedroht. Spielerisch lernen die Kinder damit viele Aspekte ihrer Kultur kennen. Das Spiel wurde bereits mehrfach mit Preisen ausgezeichnet.

## Heutige Situation in Alaska, USA und den Nordwest-Territorien, Kanada

### Alaska Villages der Iñupiat

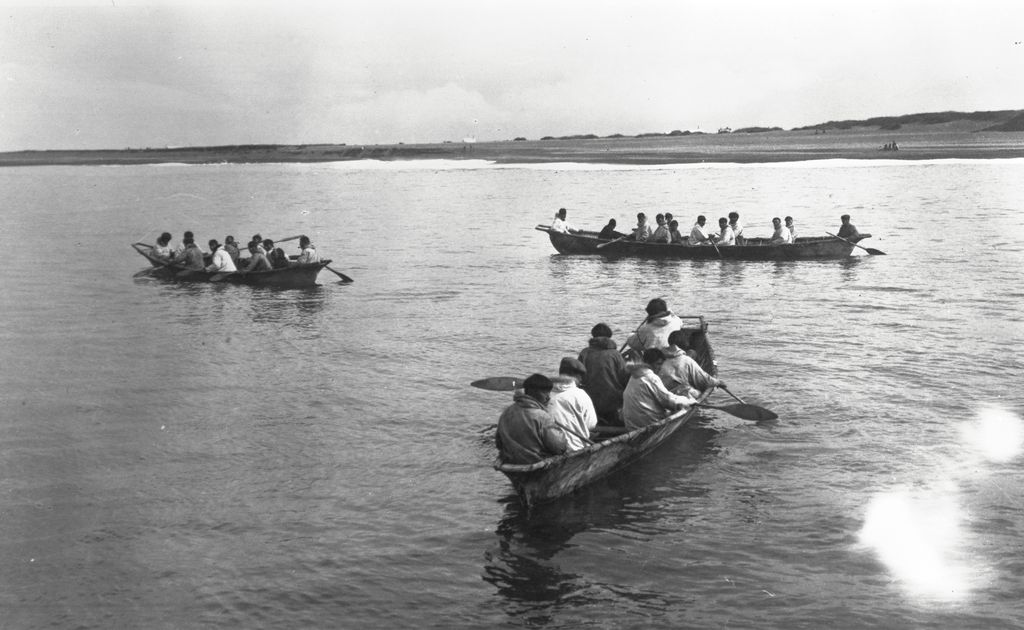
Drei Umiaks in Point Hope, 1916

1971 regelte der Alaska Native Claims Settlement Act die Gebietsansprüche der Indigenen Völker Alaskas und übertrug Grundbesitzrechte auf 13 Alaska Native Regional Corporations (Gebietskörperschaften) und über 200 Körperschaften auf Ebene der so genannten Alaska Villages. Ähnlich den kanadischen Inuit und First Nations, die als eigene Völker anerkannt sind, unterscheiden sich die Rechte und Eigenverwaltung der indigenen Völker Alaskas gegenüber der Tribal sovereignty (Selbstverwaltungsrecht) der auf Bundesebene anerkannten Stämme (sog. Federally Recognized Tribes) der Indianer im Rest der USA.

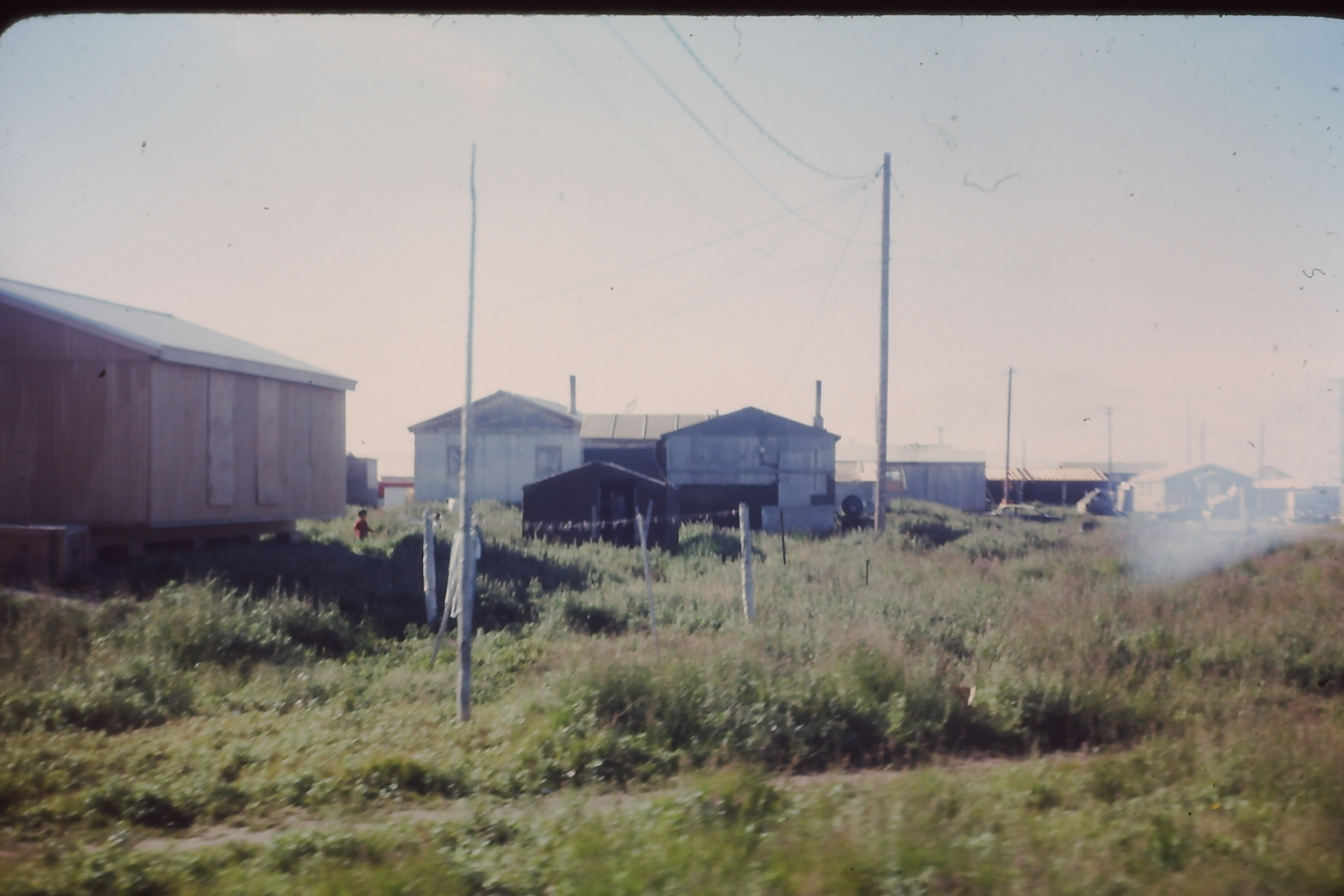
Häuser in Kotzebue, 1976

Heute gibt es insgesamt 34 Alaska Native tribal entities bzw. Alaska Villages der Iñupiat, die ebenfalls rechtlich zu den auf Bundesebene anerkannten Stämmen zählen, die sich drei Regionalen Gebietskörperschaften anschlossen. Die North-Slope-Iñupiat mit acht Alaska Villages bilden die Arctic Slope Regional Corporation im Bezirk North Slope Borough und die Malmiutun-Iñupiat mit elf Alaska Villages bilden die NANA Regional Corporation im Bezirk Northwest Arctic Borough, die Seward-Peninsula-Iñupiat schlossen sich hingegen mit sechzehn Alaska Villages der Bering Straits Native Corporation im Nome Census Area im einzigen nichtorganisierten Bezirk Alaskas, dem Unorganized Borough an, die aus insgesamt drei sprachlich-kulturell und historisch teilweise feindlich gesonnenen Völkerschaften besteht, den Iñupiat, den Sibirischen Yupik und den Central Alaska Yup’ik. 
Arctic Slope Regional Corporation (ASRC) (die ASRC umfasst acht Siedlungen in einem Gebiet, das die Iñupiat laut Überlieferungen seit mehr als 10.000 Jahren ihr Zuhause nennen; das Gebiet liegt am Nordhang der Brooks Range, entlang der Küste der Tschuktschensee auf der Westseite von Nuvuk (Point Barrow) und der Beaufortsee im Osten, Haupt- und Verwaltungssitz ist Utqiaġvik.)
- Tikiġaq (Point Hope) (offiziell: Tikigaq Corporation[4] bzw. Native Village of Point Hope, Heimat der „Point-Hope-Iñupiat“, die sich Tikiġaġmiut – „Volk von Tikiġaq“ nennen, die Siedlung liegt an der Westküste der Arctic Slope Region und ist nach wissenschaftlichen Studien vermutlich das am längsten ununterbrochen bewohnte Gebiet Nordamerikas. Die Iñupiat kamen vor etwa 2.500 Jahren in dieses Gebiet, um Grönlandwale zu jagen. Zudem gibt es dort prähistorische Stätte, die um ca. 600 v. Chr. bewohnt waren – Old Tigara, Jabbertown und Ipiutak, wovon Ipiutak und der umliegende archäologische Bezirk im National Register of Historic Places eingetragen sind. Neben den prähistorischen Dorfstätten gibt es in der Umgebung alte Begräbnisstätten. Erosion und die Gefahr von Sturmfluten aus der Tschuktschensee führten Mitte der 1970er Jahre zu einer Verlagerung auf höheres Gelände. Bevölkerung: 815[5])
- Kali (Point Lay) (offiziell: Cully Corporation[6] bzw. Village of Point Lay, Heimat der Kalimiut – „Volk von Kali“, der Iñupiat-Name Kali („Hügel“), im Englischen als Cully wiedergegeben, bezieht sich auf den erhöhten Hügel, auf dem das Dorf steht, es liegt 152 Meilen südwestlich von Utqiaġvik an der Küste der Tschuktschensee, geschützt vor dem Meer durch die Kasugaluk-Lagune und südlich der Mündung des Kokolik Rivers. Es ist wahrscheinlich das letzte verbliebene Dorf der „Kuukpaagruk“. Bevölkerung: 309)

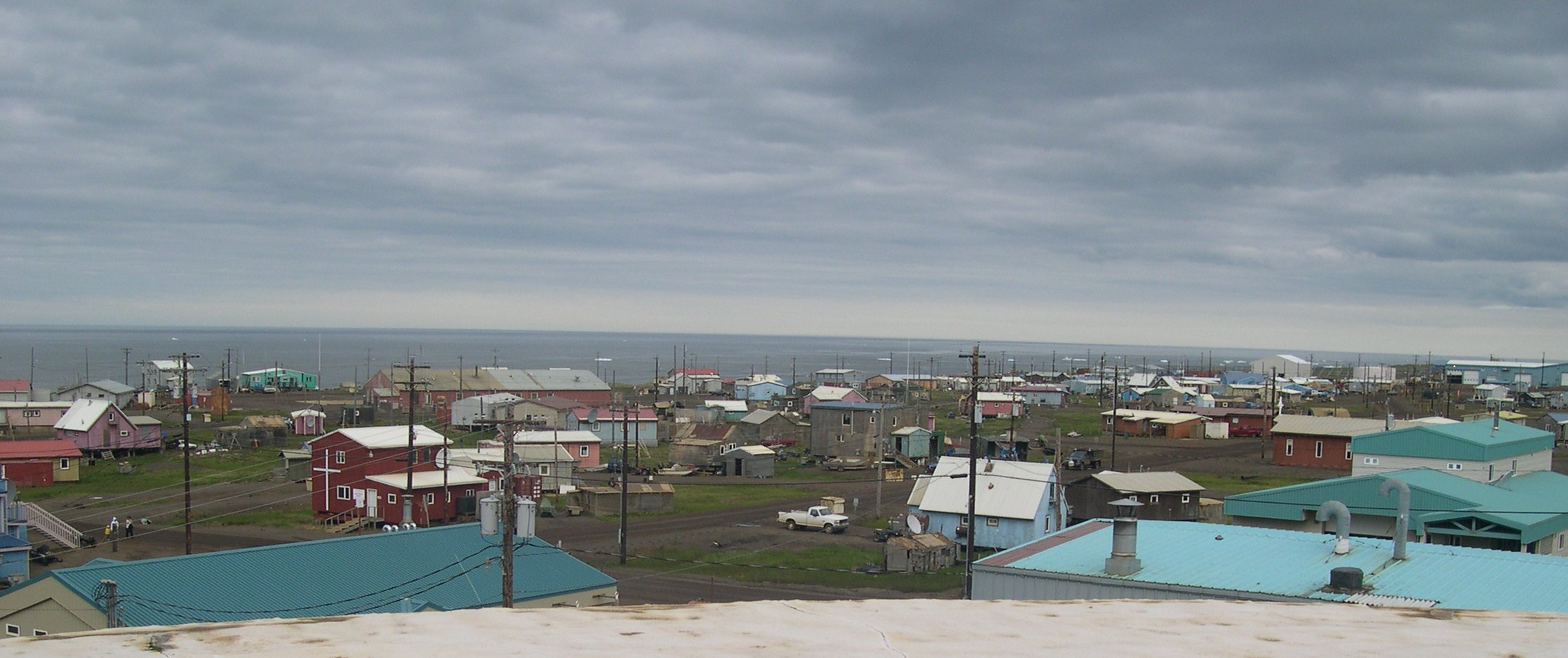
Ulġuniq, 2008

- Ulġuniq (Wainwright) (offiziell: Olgoonik Corporation[7] bzw. Village of Wainwright[8], das Dorf liegt etwa 72 Flugmeilen südwestlich von Barrow an einer wellenerodierten Küstenklippe auf der Westseite einer schmalen Halbinsel, die das Wainwright Inlet von der Tschuktschensee trennt, es ist das drittgrößte Dorf in der Region, unter ihrem Iñupiat-Namen Ulġuniq, im Englischen als Olgoonik wiedergegeben, unter anderen Gruppen war die Gegend als Kuuk – „Fluss“ bekannt. Kapitän F.W. Beechey benannte die Bucht 1826 nach seinem Offizier, Lt. John Wainwright. Das heutige Dorf wurde 1904 gegründet, als der Alaska Native Service dort eine Schule baute. Die heutigen Bewohner führen sich auf Iñupiat-Nachfahren der Utuqqaġmiut / Utukamiut („Volk vom Utukok River“) und Kuukmiut („Volk vom Kuk River“, wörtlich: „Volk vom Fluss-Fluss“) zurück. Bevölkerung: 569)
- Utqiaġvik (vormals: Barrow) (offiziell: Ukpeaġvik Iñupiat Corporation[9] bzw. Native Village of Barrow Inupiat Traditional Government, Heimat der Utqiaġvigmiut („Volk vom Ort, wo man Eskimo potato sammelt“), die Iñupiat bezeichneten den Ort als Ukpiaġvik („Ort, wo Schneeeulen gejagt werden“) oder Utqiaġvik („Ort, wo man Knolliges Tellerkraut (Eskimo potato) sammelt“), Utqiaġvik ist die nördlichste Gemeinde der Vereinigten Staaten und liegt am Polarkreis an der Küste der Chuckchi- und Beaufortsee, zudem mit rund 4.700 Einwohnern das größte Dorf am Arctic Slope. 1825 wurde die Stadt nach Sir John Barrow von der britischen Admiralität benannt. Die Gemeinde ist Heimat des Iļisaġvik College und des Iñupiat Heritage Museum. Eine wichtige archäologische und anthropologische Stätte, die in Utqiaġvik entdeckt wurde, ist die „Birnick-Stätte“, die Wohnhügel einer Kultur enthält, von der angenommen wird, dass sie zwischen 500 und 900 n. Chr. existiert hat. Diese wissenschaftlichen Entdeckungen sind ein weiterer Beweis für die prähistorische Kultur, die Alaskas nördlichste Küste bevölkerte. Bevölkerung: 5.510)
- Nuiqsut (offiziell: Kuukpik Village Corporation[10] bzw. Village of Nuiqsut (Itqilippaa), Heimat der Kuukpigmiut / Kuukpikmiut („Volk vom großen Fluss, d. h. Colville River“), die Siedlung liegt etwa 18 Meilen südlich des Quellgebiets des Colville River (Kuukpik – „großer Fluss“) an der Beaufortsee und 135 Meilen südöstlich von Utqiaġvik. Das Colville-River-Delta ist ein traditioneller Treffpunkt für die Iñupiat und ein ausgezeichneter Ort zum Jagen und Fischen. Anfang des 20. Jahrhunderts kamen christliche Missionare in die Region Utqiaġvik, zudem richtete das Bureau of Indian Affairs den Gesundheitsdienst und Schulen ein, so dass die Iñupiat aus Nuiqsut nach Utqiaġvik auswanderten. Anfang 1973 zogen 27 Iñupiat-Familien nach Nuiqsut zurück und lebten dort erst in Zelten, 1974 finanzierte die Arctic Slope Regional Corporation den Bau des Dorfes, ein Jahr später wurde Nuiqsut als City gegründet. Bevölkerung: 402)
- Qaaktuġvik (Kaktovik) (offiziell: Kaktovik Iñupiat Corporation bzw. Kaktovik Village (auch bekannt als The Barter Island Village), Heimat der Kaktovikmiut, der Iñupiat-Name Qaaktuġvik („Ort zum Netzfischen“) für die Siedlung weist auf die günstige Lage hin, Kaktovik am Nordufer von Barter Island liegt 280 Meilen südöstlich von Utqiaġvik und 90 Meilen westlich der kanadischen Grenze an der Küste im Arctic National Wildlife Refuge (ANWR). Die Bewohner von Kaktovik und ihre Vorfahren sind die Ureinwohner der Region. Sie sind auf die Fülle des Landes angewiesen und finden Nahrung innerhalb der ANWR. Der Grönlandwal, das Karibu, das Dallschaf, der Moschusochse und die Fische der Region sind eine wichtige Nahrungsquelle für den Kaktovikmiut. Bevölkerung: 230)
- Atqasuk (offiziell: Atqasuk Corporation bzw. Atqasuk Village, die Gemeinde liegt am Meade River, etwa 60 Meilen südwestlich von Utqiaġvik. Atqasuk ist ein Jagd- und Fischrevier von Iñupiat. Verlassene Sodhäuser, ein alter Keller und eine Grabstätte in der Nähe des Dorfes zeugen von einer frühen Besiedlung hier. Während des Zweiten Weltkriegs wurde in der Gemeinde Kohle abgebaut und nach Utqiaġvik verschifft. Während der nächsten 10 Jahre existierte das Dorf unter dem Namen Meade River. Obwohl die Bevölkerung in den 1960er Jahren schrumpfte, zogen ehemalige Einwohner von Utqiaġvik in den 1970er Jahren in die Gemeinde und gründeten das Dorf unter dem Namen Atqasuk neu.)
- Anaqtuuvak / Anaqtuġvik (Anaktuvuk Pass) (offiziell: Nunamiut Corporation bzw. Village of Anaktuvuk Pass (auch: Naqsragmiut Tribal Council), Heimat der Nunataaġmiut, die Iñupiat nannten die Siedlung Anaqtuuvak / Anaqtuġvik („Ort des Karibu-Kots“), da dort eine bedeutende Wanderroute der Karibuherden vorbeiführte und somit als zuverlässige Nahrungsgrundlage diente. Die Gemeinde Anaktuvuk Pass liegt zwischen dem Anaktuvuk River und dem John River im Gates-of-the-Arctic-Nationalpark im Zentrum der Brookskette. Die ursprünglich nomadischen Nunataaġmiut verließen die Brooks Range und zerstreuten sich in den frühen 1900er Jahren, hauptsächlich aufgrund des Zusammenbruchs der Karibupopulation. In den 1940er Jahren kehrten mehrere „Nunataaġmiut“-Familien in die Gegend zurück und ließen sich am Anaktuvuk-Pass nieder.Bevölkerung: 363.)

NANA Regional Corporation (die NANA Regional Corporation umfasst elf Gemeinden im Nordwesten Alaskas, diese Gemeinden befinden sich weitgehend über dem Polarkreis und besitzen insgesamt ca. 38.000 Quadratmeilen Land; 1976 fusionierten zehn der elf Dorfgesellschaften mit der NANA Regional Corporation – nur Kotzebue (Qiqiktaġruk) hat seine eigene Dorfgesellschaft behalten. Haupt- und Verwaltungssitz ist Kotzebue, Alaska.)
- Qiqiktaġruk (Kotzebue) (offiziell: Kikiktagruk Iñupiat Corporation (KIC)[12] bzw. Native Village of Kotzebue. Die Iñupiat nannten die Siedlung bezugnehmend auf die Halbinsel Qiqiktaġruk / Kikiktagruk („kleine Insel“, „fast eine Insel“), Heimat der Kotzebue-Sound-Iñupiat, die sich Qikiqtaġruŋmiut („Volk von der kleinen Insel“, „Volk vom Ort, der fast eine Insel ist“) nennen. Kotzebue ist die größte Stadt im Northwest Arctic Borough und wird seit mindestens 600 Jahren von den Iñupiat aufgrund seiner zentral gelegenen Lage am Zusammenfluss mehrerer Flüsse bewohnt und diente als Handelszentrum für viele einheimische Gruppen. Heute praktizieren die Iñupiat in erster Linie einen subsistenzbasierten Lebensstil, der ein integraler Bestandteil ihrer täglichen Aktivitäten ist.)
- NANA Regional Corporation
  - Ivisaappaat (Ambler) (offiziell: Native Village of Ambler, die Siedlung Ambler befindet sich am Nordufer des Kobuk River (Kuuvak – „großer Fluss“) in der Nähe des Zusammenflusses des Ambler River und Kobuk Rivers, sowie 45 Meilen nördlich des Polarkreises und 138 Meilen nordöstlich von Kotzebue. Im Jahr 1958 zogen „Kobuk River Iñupiat“ aus den Siedlungen „Shungnak (Isiŋnaq)“ und „Kobuk (Laugviik)“ wegen der Fülle von Subsistenzressourcen in der Gegend flussaufwärts und ließen sich in Ambler dauerhaft nieder. Subsistenzwirtschaft ist heute immer noch eine wichtige Grundlage. Bevölkerung: 287)
  - Nunatchiaq (Buckland) (offiziell: Native Village of Buckland, Heimat der Kuuvaum Kaŋiaġmiut, einer Gruppe der „Kobuk River Iñupiat“, die Siedlung liegt am Westufer des Buckland River (Kaŋiq), 75 Meilen südöstlich von Kotzebue. Die Bewohner haben mindestens fünf weitere Standorte entlang des Flusses besetzt; Das Vorhandensein von Fossilien deutet auf eine prähistorische Besetzung des Gebiets hin. Buckland ist ein Iñupiat-Dorf, und der Lebensunterhalt ist ein wichtiger Teil der lokalen Wirtschaft. Bevölkerung: 511)
  - Ipnatchiaq (Deering) (offiziell: Native Village of Deering, Deering wurde 1901 als Versorgungsstation für den inneren Goldbergbau nahe der Malmiutun-Iñupiat-Siedlung „Inmachukmiut“ gegründet und liegt an einer Sand- und Kieszunge im Kotzebue Sound an der Mündung des Inmachuk River. Die lokale Wirtschaft ist eine Mischung aus Bargeld- und Subsistenzaktivitäten. Die Bewohner des hauptsächlich von Iñupiat bewohnten Dorfes sind daran interessiert, eine Handwerksanlage, ein kulturelles Ausbildungszentrum und Ökotourismusmöglichkeiten zu entwickeln, einschließlich einer Straße nach Inmachuk Springs. Bevölkerung: 168)
  - Katyaak / Katyaaq (Kiana) (offiziell: Native Village of Kiana, Heimat der Kowagmiut, der Iñupiat-Name Katyaak / Katyaaq bedeutet „Ort, wo sich drei Flüsse treffen“, da die Siedlung Kiana am Zusammenfluss des Squirrel River, Kobuk River und mehrerer kleinerer Bäche liegt. Bevölkerung: 421)
  - Kivalliñiq (Kivalina) (offiziell: Native Village of Kivalina, Kivalina liegt zwischen der Tschuktschensee und dem Kivalina River an der Spitze eines 8 Meilen langen Barriereriffs. Erosion und windgetriebenes Eis haben zu Plänen geführt, das Dorf an einen neuen Standort in 2,5 Meilen Entfernung zu verlegen. Der Lebensunterhalt, einschließlich des Walfangs, ist ein wichtiger Teil der lokalen Wirtschaft. Bevölkerung: 442)
  - Laugviik (Kobuk) (offiziell: Native Village of Kobuk, die kleinste Siedlung im Borough, liegt am Nordufer des Kobuk River, 10 km nordöstlich von „Shungnak (Isiŋnaq)“. Das Dorf wurde 1899 als Versorgungspunkt für Bergbauaktivitäten unter der Bezeichnung Shungnak gegründet. Später wurde noch ein Handelsposten, eine Schule und eine Mission für die Bewohner errichtet. In den 1920er zogen auf Grund Flusserosion mehrere Bewohner flussabwärts zu einem Platz namens „Kochuk“, den sie jedoch umbenannten und nun als neues „Shungnak (Isiŋnaq)“ bezeichneten. Die verbliebenen Bewohner benannten das bestehende Dorf in „Kobuk (Laugviik)“ um. Die lokale Wirtschaft basiert in erster Linie auf Subsistenzaktivitäten. Bevölkerung: 144)
  - Nuataaq (Noatak) (offiziell: Native Village of Noatak, Heimat zweier Iñupiat-Gruppen; die Nautaagmiut („Volk vom Fluss im Inland“, früher: „Noatagamut“ genannt) lebten flussaufwärts im Landesinneren, die Napaaqtuġmiut / Napaaqtugmiut („Volk der Bäume“) lebten flussabwärts. Die Siedlung Noatak, 50 Meilen nördlich von Kotzebue und 70 Meilen nördlich des Polarkreises und westlich des Noatak National Preserve gelegen, ist die einzige Siedlung entlang des Noatak River (Nuataam Kuuŋa). Im frühen 19. Jahrhundert wurde Noatak als Jagd- und Fischerlager gegründet; Subsistenzaktivitäten sind auch heute noch von zentraler Bedeutung für Kultur und Wirtschaft. Bevölkerung: 581)
  - Nuurvik (Noorvik) (offiziell: Native Village of Noorvik, ursprünglich Heimat der Kuuŋmuit, jedoch gaben diese ihre Siedlung auf Grund Hunger und der Grippewelle Anfang des 20. Jahrhunderts auf; daraufhin zogen Fischer und Jäger der Kowagmuit aus „Ipnatchiaq (Deering)“, andere Iñupiat kamen von der Siedlung „Oksik“, einige Meilen flussaufwärts. Die nun hier neu ansässigen Iñupiat-Gruppen nannten die Siedlung daher Nuurvik („ein Ort, der hierher verlegt wurde“, „ein Ort, der umgezogen wurde“), diese liegt flussabwärts vom 1,7 Millionen Hektar großen Kobuk Valley National Park am rechten Ufer des Nazuruk Channel am Kobuk River und 47 Meilen östlich von Kotzebue. Fischer und Jäger aus dem Dorf Deering siedelten Noorvik in den frühen 1900er Jahren an. Subsistenz wird aktiv praktiziert und ist ein wichtiger Teil der lokalen Wirtschaft. Bevölkerung: 629)
  - Siiḷivik / Akuligaq (Selawik) (offiziell: Native Village of Selawik, die Iñupiat nannten die Siedlung Siiḷivik („Ort des Sheefish“), heute wird jedoch die Ortsbezeichnung Akuligaq genutzt, die Siedlung liegt an der Mündung des Selawik River, etwa 90 Meilen östlich von Kotzebue und in der Nähe des Selawik National Wildlife Refuge. Das Dorf erstreckt sich über drei Flussufer, die durch Brücken miteinander verbunden sind. Subsistenzaktivitäten sind ein wichtiger Teil der lokalen Wirtschaft. Bevölkerung: 845)
  - Isiŋnaq / Nuurviuraq (Shungnak) (offiziell: Native Village of Shungnak, die Iñupiat nannten ihre ursprüngliche Siedlung Isiŋnaq („Jade“), da dieser Stein in den benachbarten Hügeln zu finden ist, im Englischen wurde dies als Shungnak wiedergegeben, die Siedlung liegt am Westufer des Kobuk River, befand sich ursprünglich 10 Meilen weiter flussaufwärts bei der heutigen Siedlung „Laugviik (Kobuk)“ (das vormalige „Shungnak (Isiŋnaq)“), bis Flusserosion und Überschwemmungen das Dorf zum Umzug zwangen, die neue Siedlung nannten sie daher einfach wiederum „Shungnak (Isiŋnaq)“, so dass das „erste“ „Shungnak (Isiŋnaq)“ sich gezwungen sah, sich umzubenennen. Bevölkerung: 274)[13]

### First Nations der Iñupiat
Die nach Osten abgewanderten Iñupiat siedelten sich in vormals den Siglit-Inuit gehörenden Gebieten in der Inuvik Region der Nordwest-Territorien an, die heute zur Inuvialuit Settlement Region (Inuvialuit Nunangit Sannaiqtuaq) gezählt wird, ihre Nachkommen bezeichnen sich als Uummaġmiut, im Englischen jedoch meist unter der Inuvialuit-Variante als Uummarmiut (beides mit der Bedeutung: „Volk der grünen Bäume“, da sie nahe der Waldgrenze wohnten) bezeichnet. Da diese Iñupiat gemeinsam mit Gwich’in in Aklavik sowie in der Stadt Inuvik lebten, wird ihr Inupiaq-Dialekt politisch motiviert meist zusammen mit den Dialekten „Kangiryuarmiutun“ (ein Dialekt des Inuinnaqtun und Sprache der Kangiryuarmiut, einer Gruppe der Kupfer-Inuit) und „Sallirmiutun“ (vormals: „Siglitun“, Sprache der Siglit-Inuit) als ein Inuvialuktun-Dialekt bezeichnet und sie selbst den Inuvialuit („Westlichen Kanadischen Inuit“) zugerechnet. Es wäre jedoch korrekt sie als „Kanada-Iñupiat“ und ihren Dialekt Uummaġmiutun als „Kanadisches Iñupiaq“ zu bezeichnen. Sowohl Inuinnaqtun, Inuvialuktun als auch der Uummaġmiutun-Dialekt des Inupiaq sind heute als Amtssprachen in den Nordwest-Territorien offiziell anerkannt.